# Шишкинский
Ши́шкинский (адыг. Шишкинскэр) — хутор в Гиагинском районе Республики Адыгея. Входит в Сергиевское сельское поселение.

## География
Хутор расположен в юго-восточной части Гиагинского района, на левом берегу реки Фарс, чуть выше впадения в него реки Гачуча. Находится в 2,5 км к югу от центра сельского поселение — села Сергиевское, в 34 км к юго-востоку от районного центра — станицы Гиагинская и в 30 км к северо-востоку от города Майкоп.
Площадь территории хутора составляет — 0,36 км2, на которые приходятся 0,24 % от общей площади сельского поселения.
Ближайшие населённые пункты: Сергиевское на севере, Курский на востоке, Екатериновский на юге и Михельсоновский на юго-западе.
Населённый пункт расположен на Закубанской наклонной равнине, в переходной от равнинной в предгорную зону республики. Средние высоты на территории хутора составляют 178 метров над уровнем моря. Рельеф местности представляет собой в основном волнистые равнины с общим уклоном с юго-запада на северо-восток. В долине реки Фарс резко выражены колебания относительных высот. Сама река в районе хутора сильно извивляется и меандрирует.
Климат на территории хутора мягкий умеренный. Среднегодовая температура воздуха положительная и составляет около +11,5°С. Среднемесячная температура воздуха в июле достигает +23,0°С. Среднемесячная температура января составляет около 0°С. Среднегодовое количество осадков составляет около 730 мм. Основная часть осадков выпадает в период с мая по июль.

## История
Хутор был основан в 1902 году в составе Сергиевской волости, общинниками из Сергиевской слободы.

## Население
| 2002 | 2010 | 2013 | 2014 | 2015 | 2016 | 2017 |
| ---- | ---- | ---- | ---- | ---- | ---- | ---- |
| 61   | ↘42  | ↘40  | ↘37  | ↘35  | ↘34  | ↗37  |
| 2018 | 2019 | 2020 | 2021 | 2023 | 2024 |      |
| ↗44  | ↘43  | ↘42  | ↘34  | ↘32  | ↘29  |      |

Плотность — 80.56 чел./км2.
Национальный состав
По данным Всероссийской переписи населения 2010 года:
| Народ   | Численность, чел. | Доля от всего населения, % |
| ------- | ----------------- | -------------------------- |
| русские | 42                | 100 %                      |
| всего   | 42                | 100 %                      |

Мужчины — 19 чел. (45,2 %). Женщины — 23 чел. (54,8 %).

## Инфраструктура
Ближайшие объекты социальной инфраструктуры расположены в центре сельского поселения — селе Сергиевское.

## Улицы
В хуторе всего одна улица — 8 Марта.